# Topělec
Topělec je vesnice, část obce Čížová v okrese Písek v Jihočeském kraji. Nachází se asi čtyři kilometry jihovýchodně od Čížové. Topělec je také název katastrálního území o rozloze 4,74 km².

## Historie
První písemná zmínka o vesnici pochází z roku 1488.

## Obyvatelstvo
| Rok            | 1869 | 1880 | 1890 | 1900 | 1910 | 1921 | 1930 | 1950 | 1961 | 1970 | 1980 | 1991 | 2001 | 2011 | 2021 |
| -------------- | ---- | ---- | ---- | ---- | ---- | ---- | ---- | ---- | ---- | ---- | ---- | ---- | ---- | ---- | ---- |
| Počet obyvatel | 173  | 176  | 187  | 199  | 217  | 203  | 173  | 154  | 127  | 113  | 78   | 61   | 57   | 152  | 207  |
| Počet domů     | 23   | 25   | 27   | 27   | 27   | 28   | 33   | 39   | 37   | 33   | 29   | 23   | 40   | 65   | 75   |

## Obecní správa
Při sčítání lidu v letech 1850–1889 Topělec byla osadou obce Krašovice v okrese Písek. V letech 1890–1971 byla samostatnou obcí v okrese Písek. Od 26. listopadu 1971 je částí obce Čížová v okrese Písek, kdy se konaly obecní volby.

## Pamětihodnosti
- Návesní kaple.[8]
- U komunikace do Písku se nachází kříž s datací 1878 reliéfně zdobený motivem kalicha.

## Galerie

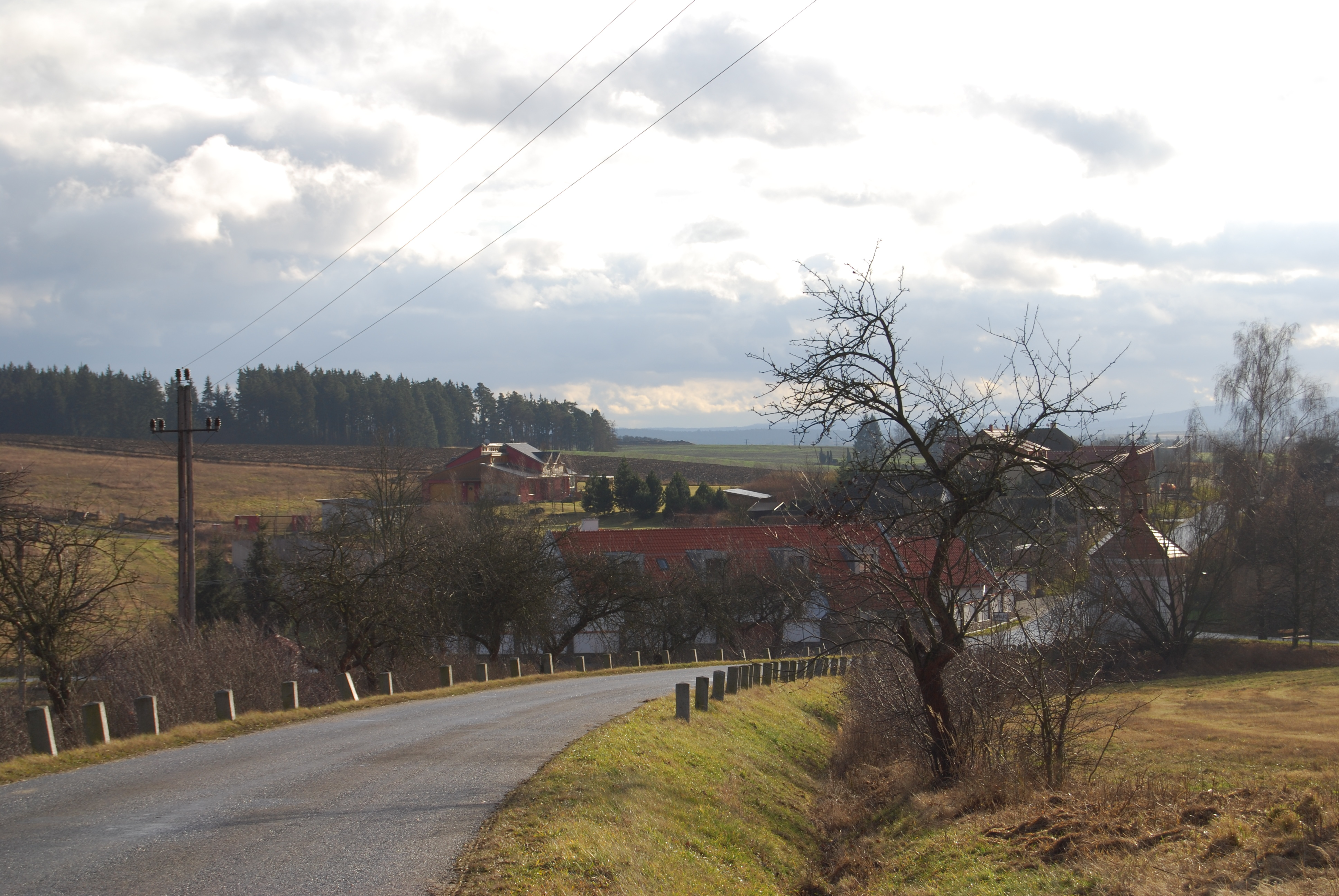
Příjezdová komunikace ke vsi
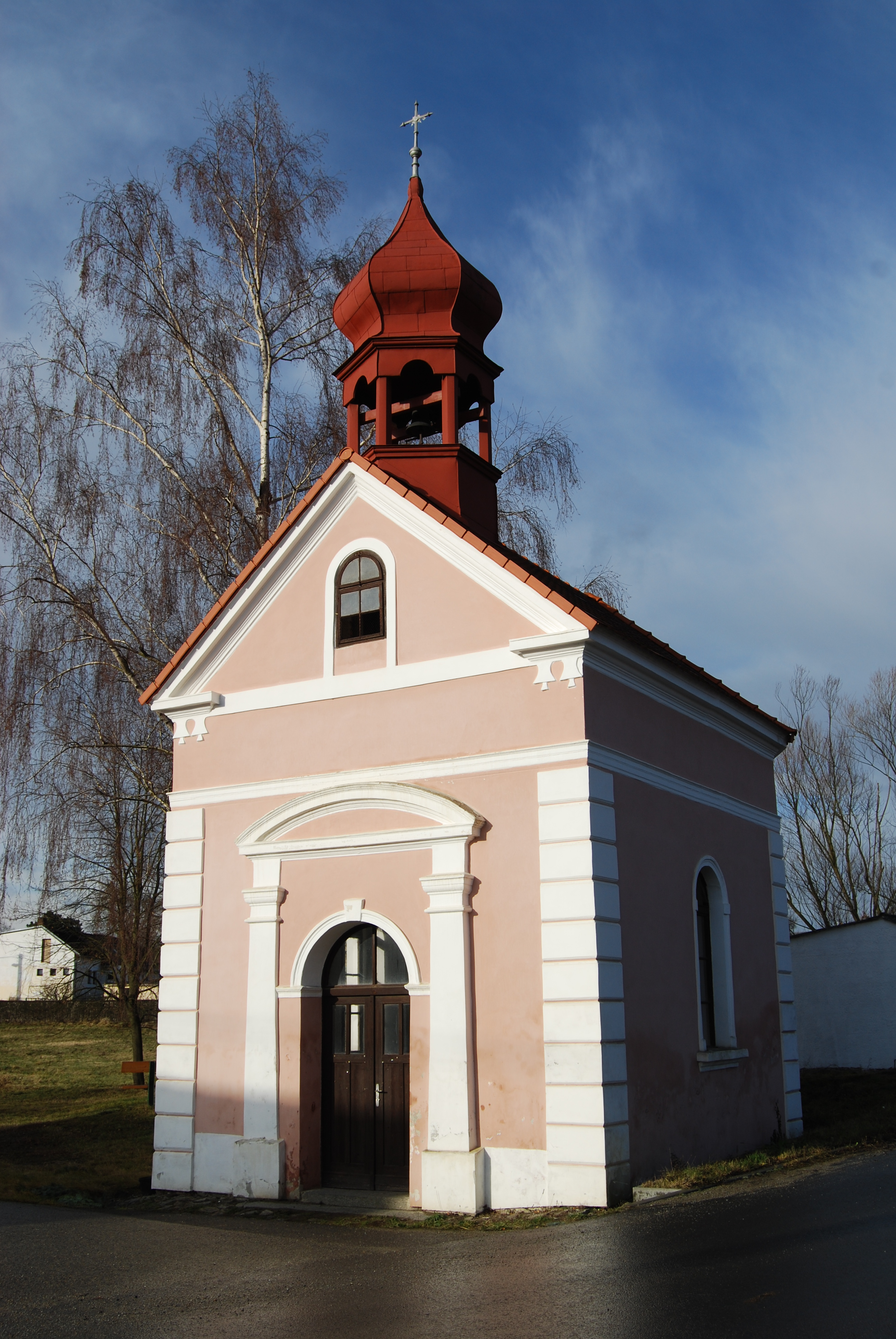
Návesní kaple
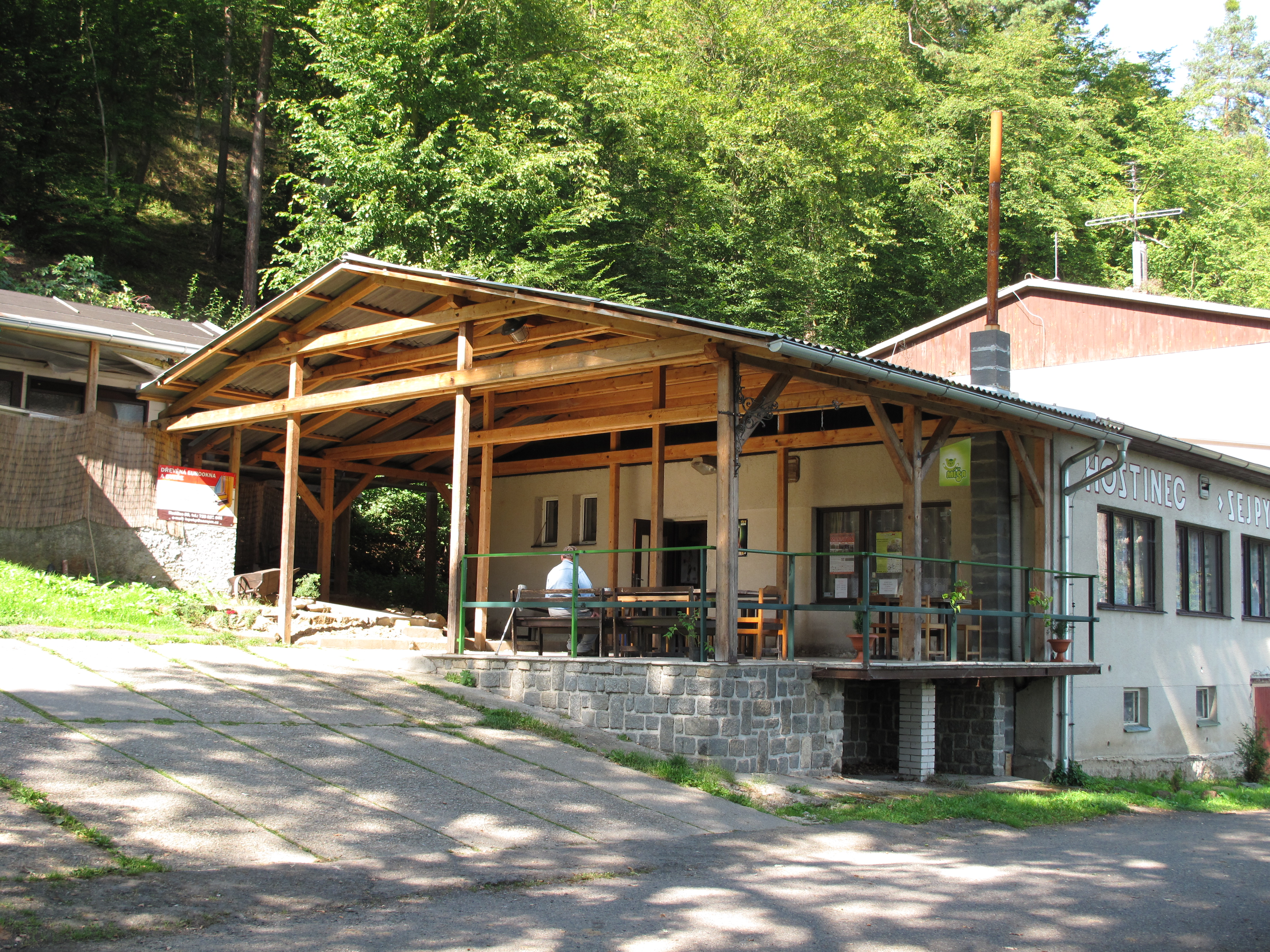
Restaurace Sejpy